# Central térmica de La Robla
La Central térmica de La Robla era una instalación termoeléctrica de ciclo convencional alimentada con carbón, situada junto al río Bernesga, en el término municipal de La Robla, en la provincia de León (España). Constaba de dos grupos térmicos de 284,2 y 370,7 MW. Era propiedad de la empresa Naturgy.

## Situación
La central se encontraba ubicada en un lugar estratégico, con buenas comunicaciones por carretera y ferrocarril, a 945 m s. n. m. y a una distancia de 25 km de la capital provincial, León. Se localizaba junto al río Bernesga, del que tomaba el agua para su refrigeración.

## Historia
Fue un proyecto conjunto acometido desde 1965 por parte de Hidroeléctrica de Moncabril, Hullera Vasco-Leonesa, Endesa y Unión Eléctrica Madrileña, que posteriormente adquirió el resto de participaciones. El Grupo 1 fue conectado a la red el 2 de septiembre de 1971, y tiene una potencia nominal de 270 MW, mientras que el Grupo 2, de 350 MW, comenzó a funcionar el 10 de noviembre de 1984.
El carbón que consumía procedía principalmente de las cercanas cuencas de Santa Lucía, Ciñera y Matallana, que llegaba a la central por carretera y cinta transportadora. El carbón de importación se recibía por ferrocarril, transportado por Renfe Mercancías desde el puerto de El Musel, en Gijón. La térmica era propiedad al 100 % de la empresa energética Unión Fenosa. En 2007, la empresa anunció su intención de ampliar la planta, con la construcción de un ciclo combinado alimentado con gas natural. El proyecto no pasó de la fase de tramitación del estudio de impacto ambiental y fue cancelado.

## Características

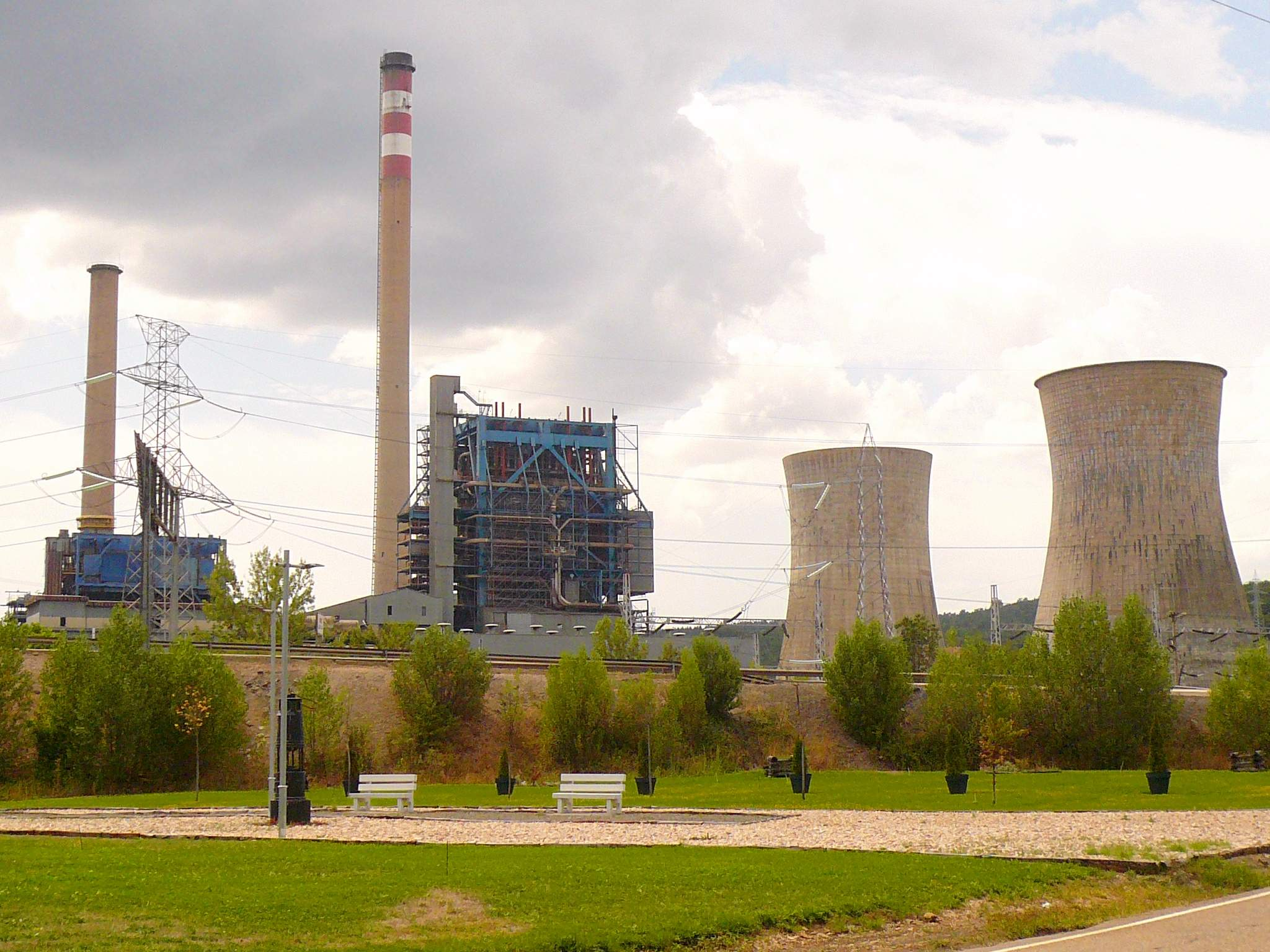
Vista exterior del complejo

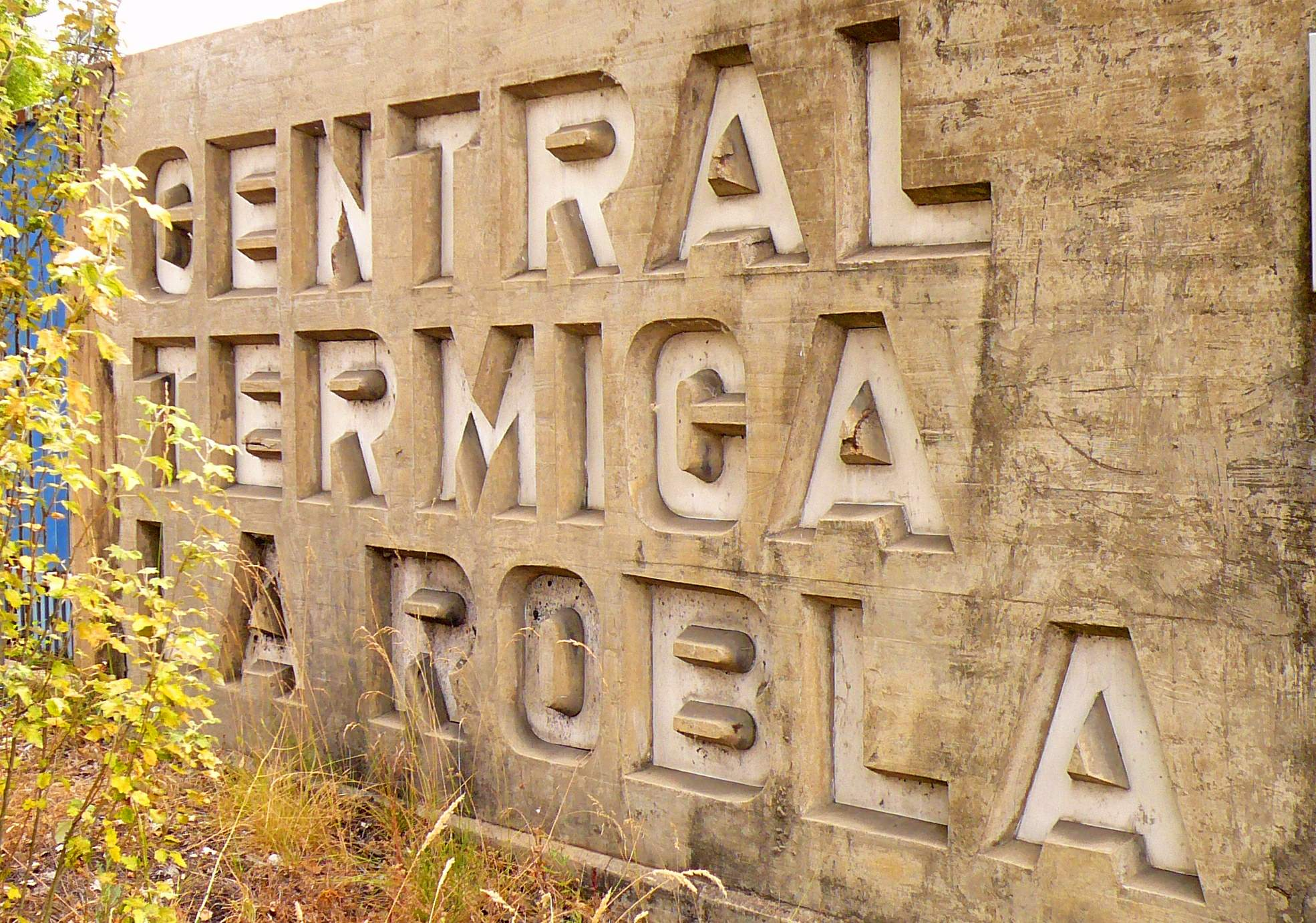
Monolito a la entrada de la central

La refrigeración se realizaba a través del sistema de torre de refrigeración, y tomaba el agua de una pequeña presa construida en el cauce del río Bernesga. La torre del Grupo 1 fue la primera construcción de este tipo para una térmica en España. La caldera del Grupo 1 (de 54,1 m de altura) estaba fabricada por ESINDUS - HAMON, y la del Grupo 2 (82,3 m) por La Balcke-Dürr. Por su parte, las turbinas eran fabricaciones de Brown Boveri y Maquinista Terrestre y Marítima (G. 1) y Siemens y Empresa Nacional Bazán (G. 2).
El consumo medio de carbón estaba estimado en unas 6000 T diarias. La central dispone de una playa de vías que facilita el acceso del mineral a la misma.
La central estaba conectada a la red eléctrica nacional de transporte en alta tensión, y enlazaba con los principales centros de generación de Asturias y León. Disponía de dos chimeneas de salida de humos, la del Grupo 1 de 120 m y la del Grupo 2 de 200 m de altura.

## Contaminación
Según un informe presentado por Greenpeace en 2008, la térmica de La Robla ocupaba el 8.º puesto entre las centrales de carbón más contaminantes de España, con una media anual de 3.726.287 toneladas de CO2.

## Cierre
Dentro de la política de cierre de centrales de carbón, el 30 de junio de 2020 se procedió a su desconexión de la red eléctrica. publicado en el BOE de 30 de octubre de 2020. En 2021 comenzó su desmantelamiento, siendo demolidas sus dos torres de refrigeración el 6 de mayo de 2022.